# Rostelekom

Logo

Rostelekom (rusky ОАО «Ростелеком») je ruská akciová společnost, působící v telekomunikacích. Její hlavní obory podnikání zahrnují telefonní, radiokomunikační nebo internetové služby.
Rostelekom vznikl na základě rozhodnutí ruského Výboru státního majetku, který nařídil jeho založení 30. prosince 1992 v souvislosti s rozpadem Sovětského svazu. Rostelekom měl nahradit dosavadní Sovtelekom, založený jako státem vlastněná akciová společnost v červnu 1990. Datem vzniku Rostelekomu je registrace podniku 23. září 1993.
Rostelekom vlastní a provozuje největší ruskou optickou síť. Páteřní síť Rostelekomu je největší v Rusku (celková délka více než 500 tisíc kilometrů), poskytuje připojení v sítích poslední míle zhruba 35 milionům domácností. Jeho místní sítě mají přes 2,5 milionu kilometrů. Optická spojení vybudoval Rostelekom i do zahraničí jako do Dánska, Ukrajiny, Běloruska, Kazachstánu, Ázerbájdžánu nebo Číny.
Rostelekom je také druhým největším poskytovatelem placené televize v zemi. Více než 13,5 milionů zákazníků užívá mobilní služby Rostelekomu a jeho dceřiných společností NSS, Bajkalvestkom, Jenisejkom, SkyLink, Volgograd GSM a Akos.

## Zásadní události
2018: Rostelekom má začít spravovat biometrickou databázi pro finanční sektor a sbírat data týkající se tělesných znaků např. duhovky, snímky obličejů, hlasů a otisky prstů. Státní biometrická databáze může podle sdělení centrální banky být rozšířena nejen pro vládní úřady, ale také pro použití ve sféře mikrofinancování, tedy pro organizace zpřístupňující chudým obyvatelům finanční služby, které jsou pro ně ve standardní formě nedostupné.